# Sydney FC (Frauenfußball)
Sydney FC Women ist ein australisches Frauenfußballteam aus Sydney, New South Wales. Das Profiteam wurde im Jahr 2008 gegründet und spielt in der W-League, der höchsten Frauenfußballliga des Landes. Das Team gehört zu dem Fußballverein Sydney FC dessen Profi-Männermannschaft in der A-League spielt.

## Geschichte

### 2008/09 – Gründung und erste Saison
Zur Saison 2008/09 gründete der australische Fußballdachverband die Profi-Frauenfußballliga, die W-League. Im gleichen Jahr entschloss sich der Sydney FC neben seiner in der A-League spielenden Profimännermannschaft auch eine Frauenmannschaft aufzustellen. Damit zählte das Frauenteam des Sydney FC zu den acht Gründungsmitgliedern der neuen Liga. Der Verein verpflichtete den australischen Trainer Alen Stajcic. Stajcic führte das Team am Ende der ersten Saison auf den vierten Tabellenplatz. Damit war der Einzug in die W-League-Play-offs gelungen. Im Halbfinale traf das Team auf die Queensland Roar. Nach einem 1:1 n. V. verlor der Sydney FC 5:4 im Elfmeterschießen.

### 2009 – Zweite Saison
In der zweiten Saison erlangte das Team den ersten Tabellenplatz am Ende der Saison. Damit gelang den Frauen der Sieg des „W-League Premiership“ und der Einzug in die Play-offs. Das Halbfinale gewann der Sydney FC gegen den Canberra United FC mit 3:0. Im Endspiel der Play-offs, dem Grand Final, traf das Team auf die Brisbane Roar. Mit einem 3:2-Sieg über die Brisbane Roar wurde der Sydney FC „W-League-Champion“.

### 2010/11 – Dritte Saison
Nach der erfolgreichen Saison des Vorjahres konnte der Sydney FC erneut die Tabellenspitze erspielen und erneut die „W-League Premiership“. Mit dem Einzug in die Play-offs traf das Team im Halbfinale auf den Melbourne Victory gewann mit 5:1. Im Grand Final kam es zum gleichen Aufeinandertreffen wie in der vorherigen Spielzeit. Diesmal unterlag jedoch der Sydney FC gegen die Brisbane Roar mit 1:2.

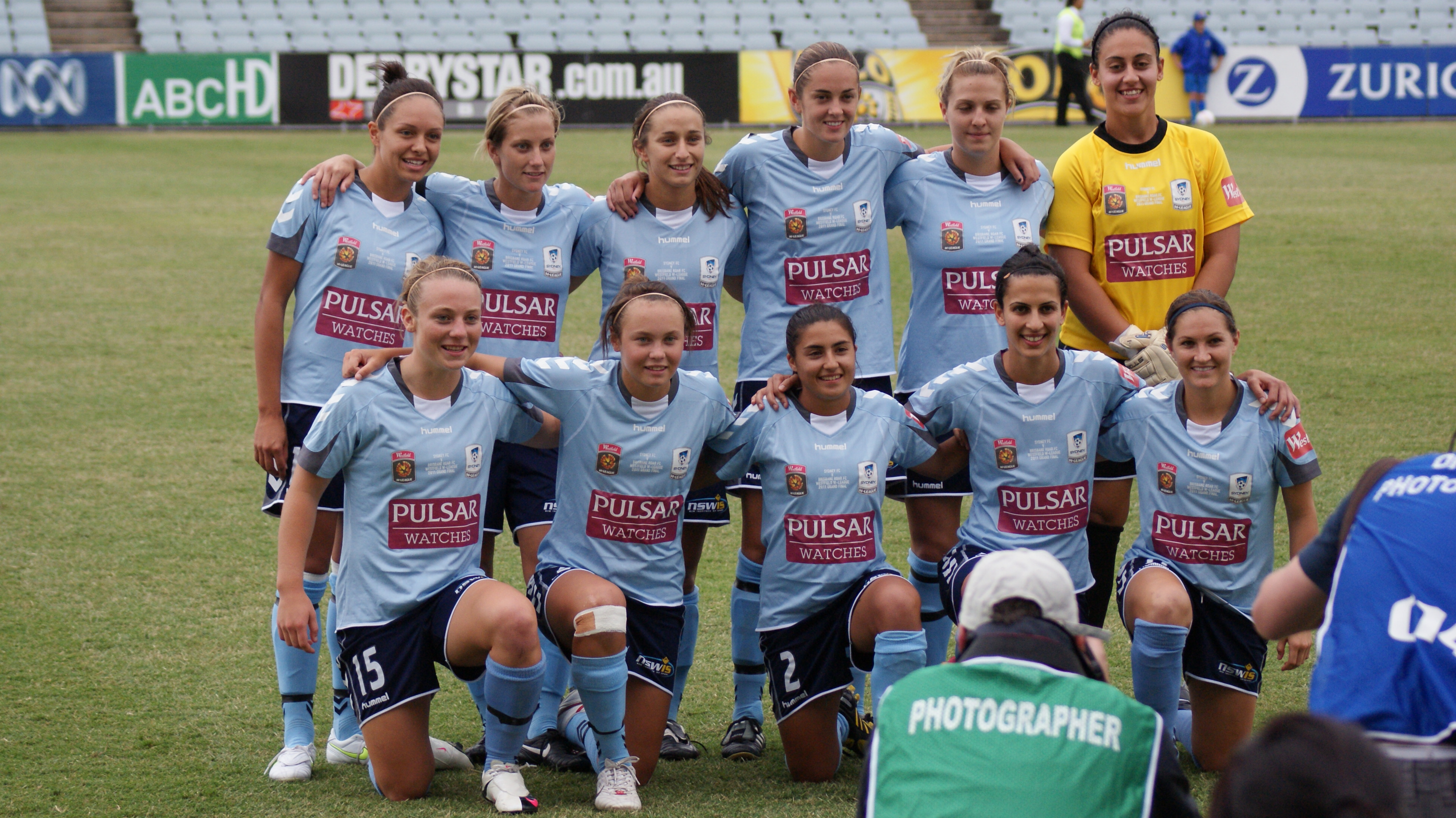
Team des Sydney FC am Tag des Grand Finals der Saison 2010/11.

### 2011/12 – Vierte Saison
In der Spielzeit 2011/12 landete der Sydney FC auf dem dritten Tabellenplatz. Im Halbfinale traf man auf die Brisbane Roar. Nach einem 1:1 n. V. unterlag der Sydney FC mit 5:3 im Elfmeterschießen.

### 2012/13 – Fünfte Saison
In der fünften Saison erspielte der Sydney FC den vierten Tabellenplatz und zog erneut in die Play-offs ein. Im Halbfinale traf das Team erneut auf die Brisbane Roar und gewann mit 2:3. Im Grand Final wurde der Sydney FC, mit einem 3:1-Sieg über den Melbourne Victory, zum zweiten Mal „W-League-Champion“.

### 2013/14 – Sechste Saison
In der Spielzeit 2013/14 erreichte das Team den zweiten Tabellenplatz und zog in die W-League Play-offs ein. Im Halbfinale verlor das Team mit 2:3 gegen den Melbourne Victory FC und verpasste somit den Einzug ins Finale.

### 2014 – Siebente Saison
Zu Beginn der Saison 2014 wurde der bisherige Trainer Alen Stajcic zum Trainer der australischen Frauennationalmannschaft berufen. Somit musste der Sydney FC einen neuen Trainer verpflichten und entschied sich für den Australier Daniel Barrett. Unter dem neuen Trainer erreichte das Team am Saisonende den vierten Tabellenplatz und zog somit in Playoffs um die W-League Championship ein. Im Halbfinale schied die Mannschaft gegen den Perth Glory mit einem 0:3 aus.

## Erfolge
- Australischer Meister: 2009, 2012/13, 2018/19, 2022/23, 2023/24
- Premiership (Regular Season): 2009, 2010/11, 2020/21, 2021/22, 2022/23